# Arne Gabius
Niels Arne Gabius (né le 22 mars 1981 à Hambourg) est un athlète allemand, spécialiste des courses de fond. Il est détenteur du record allemand du marathon avec 2 h 08 min 33 s.

## Biographie
Il remporte la médaille d'argent du 5 000 mètres lors des Championnats d'Europe 2012, à Helsinki, dans le temps de 13 min 31 s 83, s'inclinant face au Britannique Mo Farah.

### Palmarès
| Date | Compétition                       | Lieu       | Résultat | Épreuve  |
| ---- | --------------------------------- | ---------- | -------- | -------- |
| 2007 | Championnats d'Europe en salle    | Birmingham | 9e       | 3 000 m  |
| 2008 | Championnats du monde en salle    | Valence    | 12e      | 3 000 m  |
| 2010 | Championnats d'Europe             | Barcelone  | 12e      | 5 000 m  |
| 2012 | Championnats du monde en salle    | Istanbul   | 8e       | 3 000 m  |
| 2012 | Championnats d'Europe             | Helsinki   | 2e       | 5 000 m  |
| 2014 | Championnats d'Europe par équipes | Brunswick  | 1er      | 5 000 m  |
| 2015 | Championnats du monde             | Pékin      | 17e      | 10 000 m |

### Records
| Épreuve  | Performance     | Lieu           | Date            |
| -------- | --------------- | -------------- | --------------- |
| 3 000 m  | 7 min 35 s 43   | Stockholm      | 17 août 2012    |
| 5 000 m  | 13 min 12 s 50  | Heusden-Zolder | 13 juillet 2013 |
| 10 000 m | 27 min 43 s 93  | Eugene         | 29 mai 2015     |
| Marathon | 2 h 08 min 33 s | Francfort      | 25 octobre 2015 |